# Bangally Singhateh
Bangally Singhateh (* 19. oder 20. Jahrhundert) ist ein ehemaliger Politiker im westafrikanischen Staat Gambia.

## Leben
| Parlamentswahl | Stimmen | Stimmanteil |
| -------------- | ------- | ----------- |
| 1960           | 461     | 8,75 %      |

| Parlamentswahl | Stimmen | Stimmanteil |
| -------------- | ------- | ----------- |
| 1962           | 1.354   | 50,83 %     |
| 1966           | 2.050   | 57,17 %     |

Singhateh trat als parteiloser bei den Parlamentswahlen 1960 in Britisch-Gambia als Kandidat für einen Sitz im House of Representatives für den Wahlkreis Wuli-Sandu an. Er erreichte lediglich 8,75 % der Stimmen nach dem Kandidaten der People’s Progressive Party (PPP), Musa S. Dabo, und zwei weiteren Kandidaten. Vor den Parlamentswahlen 1962 wurde der Wahlkreis geteilt und Singhateh trat im Wahlkreis Wuli nun als Kandidat der PPP an. Mit 50,83 % der Stimmen gewann er vor Momodou C. Jallow, dem Kandidaten der United Party (UP) den Wahlkreis und damit einen Sitz im House of Representatives. Auch zu den Parlamentswahlen 1966, in dem nun unabhängig gewordenen Gambia, trat Singhateh erneut zur Wahl an. Sein Gegenkandidat Kantora Juwara unterlag, Singhateh erhielt 57,17 % der Stimmen.
Nachdem Bangally Singhateh 1968 inhaftiert und zu zwei Jahren Haft verurteilt worden war, verlor er seinen Sitz im Parlament und es wurden im März 1969 Nachwahlen im Wahlkreis angesetzt. Bei den folgenden Parlamentswahlen 1972 trat Singhateh nicht mehr an und trat politisch nicht mehr in Erscheinung.